# Pseudopotamilla myriops
Pseudopotamilla myriops är en ringmaskart som först beskrevs av Marenzeller 1884.  Pseudopotamilla myriops ingår i släktet Pseudopotamilla och familjen Sabellidae. Inga underarter finns listade i Catalogue of Life.